# Robert Coveyou
Robert Coveyou fue un investigador matemático estadounidense que trabajó en el Laboratorio Nacional Oak Ridge.
Un experto en la generación de números pseudo-aleatorios, hoy en día es mayormente conocido por el título de su artículo publicado en 1970: "The generation of random numbers is too important to be left to chance". (La generación de números aleatorios es demasiado importante como para dejarlo al azar).
Él era un miembro original de un pequeño grupo de especialistas en protección radiológica en la Universidad de Chicago formado bajo la dirección de Ernest O. Wollan en 1942 y se trasladó a Oak Ridge, Tennessee, como parte del Proyecto Manhattan.
Después de la Segunda Guerra Mundial regresó a Chicago para terminar su licenciatura en Matemáticas, y en el año siguiente recibió su título de maestría de la Universidad de Tennessee, mientras era empleado en el Laboratorio Nacional Oak Ridge.
Coveyou era un jugador de torneos de ajedrez, y fue campeón del estado de Tennessee ocho veces. En varias ocasiones él fue oponente de Bobby Fischer en Chicago.